# Neotoma macrotis
Neotoma macrotis är en gnagare i släktet egentliga skogsråttor. Populationen listades en längre tid som underart till Neotoma fuscipes men sedan 2002 godkänns den som art.

## Utseende
Denna gnagare blir med svans 181 till 197 mm lång och den väger 190 till 218 g. Den har huvudsakligen brun päls men på vissa ställen kan pälsen vara gråbrun. Skillnader mot Neotoma fuscipes finns främst i avvikande detaljer av skallens och hanarnas penis konstruktion. Dessutom förekommer genetiska differenser.

## Utbredning och habitat
Arten förekommer i södra Kalifornien (USA) samt på norra Baja California (Mexiko). Den lever i busklandskapet chaparral samt i liknande habitat med tät växtlighet.

## Ekologi
Neotoma macrotis skapar bon av grenar, kvistar, bark, andra växtdelar och upphittad bråte. Boet har vanligen en diameter av en meter och en höjd av en meter. Där lever varje individ ensam, förutom honor med ungar. Arten går på marken eller klättrar i växtligheten. Den är aktiv på natten och äter främst bark och blad.
Honor kan ha upp till tre kullar mellan februari och september. Dräktigheten varar cirka 33 dagar och sedan föds 2 eller 3 ungar. Vid födelsen är ungarna nakna samt blinda och de väger 12 till 14 g. De öppnar sina ögon efter ungefär 13 dagar och får päls efter några veckor. Individerna lever uppskattningsvis 1,6 år i naturen. Andra arter av samma släkte blev i fångenskap avsevärd äldre.

## Status
Beståndet påverkas när buskarna röjas för att etablera betesmark samt av bränder. IUCN listar arten som livskraftig (LC).